# Utbildningsreform
En skolreform eller utbildningsreform är en större omdaning av ett utbildningssystem. Det kan finnas flera syften med en sådan reform: Att bereda skolan för ett ökande antal elever, utnyttja nya pedagogiska rön eller anpassa utbildningen efter förändrade behov från samhällets sida. Som en del av de bredare sociala och politiska processerna hänvisar termen utbildningsreform till betydande, systematiska revideringar som gjorts under en viss tidsperiod för att ändra den utbildningslagstiftning, standarder, metodik och policy som påverkar en nations offentliga skolsystem för att återspegla behoven och värderingarna i det samtida samhället.

## Sverige
Några svenska utbildningsreformer är Lgy 70, Lpo 94, Lpf 94 och Gy 2011.